# 루푸스 초트
루퍼스 초트(Rufus Choate, 1799년 10월 1일 – 1859년 7월 13일)는 미국의 변호사, 웅변가이자 휘그당 소속으로 매사추세츠주를 대표한 상원의원이었다. 그는 19세기 미국의 가장 위대한 변호사 중 한 명으로 평가받으며, 평생 동안 당시 인정되던 거의 모든 법 분야에서 천 건이 넘는 소송을 변론했다. 특히 그는 불법행위 사건에서 배심원의 동정심을 자극하는 법적 기술의 선구자 중 한 명이었다. 한 사례에서 그는 중상을 입은 미망인을 위해 22,500달러라는 기록적인 판결을 성공적으로 이끌어냈는데, 이는 당시 원고에게 수여된 금액 중 가장 많은 액수였다.
그는 동료이자 가까운 동료인 대니얼 웹스터와 함께 당대 최고의 웅변가 중 한 명으로도 평가받는다. 그의 가장 유명한 웅변으로는 1831년 입스위치 정착 백주년 기념 행사에서 행한 '뉴잉글랜드 식민지 시대에 대한 연설'과 1843년 뉴욕 뉴잉글랜드 협회 앞에서 행한 '우리 역사의 영웅 시대인 순례자의 시대에 대한 연설'이 있다. 이 연설들을 통해 초트는 청교도 정착민들을 미국 공화국의 첫 건국자로 홍보하는 가장 저명한 옹호자 중 한 명이 되었다.
확고한 민족주의자이자 연방주의자였던 초트는 과거 휘그당원 중 몇몇과 함께 공화당이 연방을 분리시킬 위협적인 강령을 가진 "분열적 당"이라는 우려 때문에 공화당에 반대했다. 그 결과 그는 1856년 대통령 선거에서 민주당 후보인 제임스 뷰캐넌에 대한 지지를 공개적으로 표명하며 공화당의 존 C. 프리몬트에 맞섰다.

## 초기 생애
루퍼스 초트는 매사추세츠주 입스위치에서 교사이자 독립 전쟁 참전 용사인 미리암 (포스터)과 데이비드 초이트의 아들로 태어났다. 그는 1643년 매사추세츠에 정착한 영국인 가문의 후손이었다. 그의 사촌인 의사 조지 초이트는 조지 C. S. 초이트와 조셉 호지스 초이트의 아버지였다. 루퍼스 초이트의 출생지인 초이트 하우스는 오늘날까지 거의 변함없이 보존되어 있다.
조숙했던 아이였던 그는 여섯 살 때 성경과 천로역정의 상당 부분을 외울 수 있었다고 한다. 그는 파이 베타 카파에 선출되었고 1819년 다트머스 대학교에서 수석 졸업생으로 졸업했으며, 1819년-1820년에는 그곳에서 교사로 재직했다.
1820년 가을, 그는 케임브리지에 있는 데인 법학대학원에 입학하여 파커 대법원장과 아사헬 스턴스 교수의 지도를 받았다. 이듬해 초트는 워싱턴 D.C.에서 당시 미국 법무장관이었던 윌리엄 워트의 사무실에서 공부했다.

## 경력

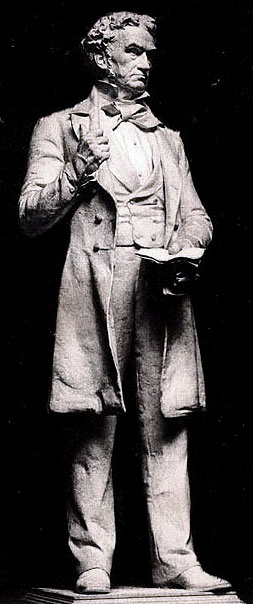
보스턴 존 애덤스 법원에 있는 저명한 미국 조각가 대니얼 체스터 프렌치의 루퍼스 초트 동상

그는 1823년 매사추세츠 변호사 협회에 가입하여 훗날 사우스 댄버스 (현재 피바디)에서 5년간 활동했으며, 이 기간 동안 매사추세츠주 하원 (1825–1826)과 매사추세츠주 상원 (1827)에서 봉사했다.
1828년, 그는 세일럼으로 이사했고, 그곳에서 여러 중요한 소송을 성공적으로 이끌어 대중의 주목을 받았다. 1830년에는 세일럼에서 휘그당 소속으로 의회에 당선되었는데, 재선을 노리던 잭슨파 후보이자 전 미국 해군장관인 벤저민 크라운인실드를 물리쳤고, 1832년에 재선되었다. 그의 의회 경력은 보호 관세를 옹호하는 연설로 특징지어졌다.

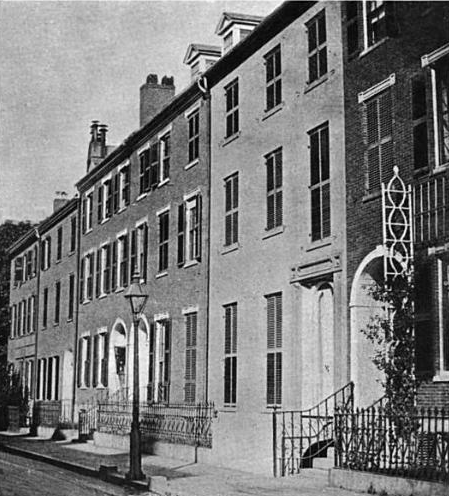
초이트는 1851년에서 1859년까지 보스턴의 윈스럽 플레이스에서 살았다.

1834년, 두 번째 임기를 마치기 전에 그는 사임하고 보스턴에서 법률 실무를 시작했다. 이미 그의 연사로서의 명성은 뉴잉글랜드를 넘어 확산되었고, 그는 공공 행사에서 연사로서 많은 요청을 받았다. 그의 실력은 너무나 뛰어나서 노퍽 카운티 법원에서 사건을 변론할 때 근처 데드햄 고등학교 학생들이 그의 연설을 듣기 위해 수업을 마쳤다. 몇 년 동안 그는 자신의 직업에 전념했지만, 1841년에는 다트머스 대학 동문인 대니얼 웹스터의 뒤를 이어 미국 상원에 입성했다. 얼마 후 그는 윌리엄 헨리 해리슨 대통령의 추모식에서 패늘 홀에서 연설을 했다.
상원에서 그는 관세, 오리건주 국경 문제, 재정 은행법 찬성, 그리고 텍사스 합병 반대에 대해 연설했다. 1845년 웹스터가 상원에 재선되자, 초트는 변호사 활동을 재개했다. 그는 나중에 1853년-1854년에 매사추세츠 법무장관으로 짧은 임기를 지냈다. 1846년, 초트는 피고인 앨버트 티렐이 연인의 목을 자르지 않았거나, 만약 그랬더라도 '수면 중 정신 이상' 상태에서 몽유병 중에 그랬다는 것을 배심원에게 납득시켰다. 그가 모살 혐의에 대한 변론으로 몽유병을 성공적으로 사용한 것은 미국 법률 역사상 살인 기소에서 이 변론이 성공한 첫 사례였다. 그는 1850년 웹스터의 3월 7일 연설에서 선언된 웹스터 정책의 충실한 지지자였으며, 1852년 휘그당 전당대회에서 그를 대통령 후보로 지명하기 위해 노력했다. 1853년에는 주 헌법 제정 위원회의 일원이었다.
1856년에 그는 이전 휘그당 동료들 대부분이 공화당에 합류하는 것을 거부하고 제임스 뷰캐넌 민주당 후보를 지지했는데, 그는 뷰캐넌을 지역당이 아닌 전국당의 대표자로 여겼다.

## 연설
뉴잉글랜드의 식민지 시대, 1831년.
웨벌리 소설처럼 일련의 로맨스로 뉴잉글랜드 역사를 설명하는 것의 중요성, 1833년.
우리 역사의 영웅 시대인 순례자의 시대, 1843년.
국가의 보수주의 요소로서 미국 법조계의 위치와 기능, 1845년.
미국 국적, 1856년.
혁명 시기의 웅변, 1857년.

## 건강
1850년 초트는 건강 개선을 위해 3개월간 유럽을 여행했다. 그는 오랜 친구이자 저명한 변호사인 조셉 M. 벨(Joseph M. Bell) 의원과 동행했는데, 벨은 초트의 여동생과 나중에 그의 딸 헬렌과 결혼했다.:427,429,434
1859년, 건강 악화로 그는 다시 유럽에서 휴식을 취하고자 했다. 1859년 6월, 그는 보스턴에서 영국으로 항해했지만 병세가 악화되어 노바스코샤주 핼리팩스에서 배에서 내렸고, 그곳에서 7월 13일 사망했다. 그는 보스턴의 마운트 오번 공동묘지에 묻혔다.

## 가족
1825년 3월 29일에 결혼한 그의 아내 헬렌 올콧과의 사이에 일곱 자녀를 두었다: 캐서린 벨 (1826–1830), 유아 (1828–1828), 헬렌 올콧 벨 (1830–1918), 사라 (1831–1875), 루퍼스 (1834–1866), 미리암 포스터 (1835–??), 그리고 캐롤라인 (1837–1840).

## 유산
초트의 개인 도서관에는 7천 권의 책이 있었고, 그중 3천 권은 법률 도서였다. 그의 어린 시절 집은 보호재단에 의해 크레인 야생동물 보호구역에 보존되어 있다. 보스턴의 서퍽 카운티 법원에는 그의 동상이 서 있다.

## 저서
- 저작 — S. G. 브라운이 회고록과 함께 편집하여 1862년 보스턴에서 두 권으로 출판.
- 회고록 — 1870년 출판.
- E. G. 파커의 루퍼스 초트 회고록 (뉴욕, 1860).
- E. P. 휘플의 루퍼스 초트에 대한 몇 가지 회고 (뉴욕, 1879).
- 앨버니 법률 평론, 1877–1878.
- 클로드 푸스의 법의 마법사, 루퍼스 초트 (1928).
- 루퍼스 초트의 정치 저작 (2003).

## 더 읽어보기
- Chisholm, Hugh, 편집. (1911). 〈Choate, Rufus〉. 《브리태니커 백과사전》 11판. 케임브리지 대학교 출판부.

기여
- 틀:Bioguide

## 역대 선거 결과
| 선거명        | 직책명                          | 대수 | 정당       | 득표율   | 득표수  | 결과 | 당락                       |
| ------------- | ------------------------------- | ---- | ---------- | -------- | ------- | ---- | -------------------------- |
| 1830년 선거   | 하원의원 (매사추세츠 제2선거구) | 22대 | 국민공화당 | 59.12%   | 1,740표 | 1위  | 매사추세츠주 하원의원 당선 |
| 1833년 선거   | 하원의원 (매사추세츠 제2선거구) | 23대 | 국민공화당 | 59.19%   | 2,216표 | 1위  | 매사추세츠주 하원의원 당선 |
| 1841년 재선거 | 상원의원 (매사추세츠 제1부)     | 26대 | 휘그당     | 단독후보 | 무투표  | 1위  | 매사추세츠주 상원의원 당선 |
| 1857년 선거   | 상원의원 (매사추세츠 제1부)     | 35대 | 무소속     | 0.26%    | 1표     | 7위  | 낙선                       |